# Неполодь (приток Оки)
Неполодь — река в России, протекает в Орловской области. Левый приток Оки.

## География
Длина реки составляет 53 км, площадь водосборного бассейна — 502 км². Река берёт начало в 3,5 км западнее посёлка Парамоново, течёт на юго-восток и впадает в Оку около посёлка Вязковский вблизи северной окраины Орла.
Притоки (от устья, в скобках указана длина в км):
- 18 км лв: Моховица (42)
- 27 км лв: Густовать (16)
- 38 км пр: Щучка (11)

## Данные водного реестра
По данным государственного водного реестра России относится к Окскому бассейновому округу, водохозяйственный участок реки — Ока от города Орёл до города Белёв, речной подбассейн реки — бассейны притоков Оки до впадения Мокши. Речной бассейн реки — Ока.
Код объекта в государственном водном реестре — 09010100212110000017974.